# B-Sides & Rarities (Deftones)
B-Sides & Rarities è una raccolta del gruppo musicale statunitense Deftones, pubblicata il 4 ottobre 2005 dalla Maverick Records.

## Descrizione
Si tratta della prima raccolta pubblicata dal gruppo e racchiude alcuni brani inediti, tra cui Black Moon, realizzata insieme a B-Real dei Cypress Hill durante le sessioni di registrazione del terzo album in studio White Pony, cover e riarrangiamenti di brani esistenti, come Teenager (Idiot Version), che ha visto la partecipazione di Michael Harris degli Idiot Pilot.
Al CD è allegato anche un DVD contenente l'intera videografia del gruppo, con l'aggiunta dei videoclip di Engine No. 9 (nel DVD intitolato Engine Number 9) e di Root, entrambi editi nel 2005.

## Tracce

### CD
1. Savory – 4:35 (William Barbot, Zachary Barocas, Kim Coletta, James Robbins) – originariamente interpretata dai Jawbox
2. Wax and Wane – 4:08 (Cocteau Twins) – originariamente interpretata dai Cocteau Twins
3. Change (In the House of Flies) (Acoustic) – 5:16 (Deftones)
4. Simple Man – 6:19 (Gary Rossington, Ronnie van Zant) – originariamente interpretata dai Lynyrd Skynyrd
5. Sinatra – 4:43 (Page Hamilton, Helmet) – originariamente interpretata dagli Helmet
6. No Ordinary Love – 5:34 (Sade Adu, Stuart Matthewman) – originariamente interpretata dai Sade
7. Teenager (Idiot Version) – 3:45 (Deftones)
8. Crenshaw Punch/I'll Throw Rocks at You – 4:48 (Deftones)
9. Black Moon – 3:18 (Deftones)
10. If Only Tonight We Could Sleep – 5:07 (Simon Gallup, Robert Smith, Porl Thompson, Lol Tolhurst, Boris Williams) – originariamente interpretata dai The Cure
11. Please Please Please Let Me Get What I Want – 2:01 (Morrissey, Johnny Marr) – originariamente interpretata dai The Smiths
12. Digital Bath (Acoustic) – 4:48 (Deftones)
13. The Chauffeur – 5:21 (Duran Duran) – originariamente interpretata dai Duran Duran
14. Be Quiet and Drive (Far Away) (Acoustic) – 4:32 (Deftones)

Traccia bonus nell'edizione di iTunes
1. Night Boat – 4:38 (Duran Duran) – originariamente interpretata dai Duran Duran

### DVD
1. 7 Words
2. Bored
3. My Own Summer
4. Be Quiet and Drive (Far Away)
5. Change (In the House of Flies)
6. Back to School (Mini Maggit)
7. Digital Bath
8. Minerva
9. Hexagram
10. Bloody Cape
11. Engine Number 9

DVD Bonus Feature
1. Root

## Formazione
Gruppo
- Chino Moreno – voce, chitarra
- Stephen Carpenter – chitarra, basso (traccia 1)
- Chi Cheng – basso
- Frank Delgado – tastiera, campionatore
- Abe Cunningham – batteria

Altri musicisti
- Jonah Matranga – voce aggiuntiva (tracce 1, 6 e 14)
- Shaun Lopez – chitarra (traccia 1)
- Chris Robyn – batteria (prima metà traccia 1)
- Scott "Secret Squirrel" Olson – chitarra aggiuntiva (traccia 3)
- Joe Fraulob – assolo di chitarra (traccia 4)
- Michael Harris – voce aggiuntiva (traccia 7)
- B-Real – rapping (traccia 9)

Produzione
- Deftones – produzione esecutiva, produzione (tracce 3, 4, 5, 6, 8, 13)
- Eric Stenman – registrazione (traccia 1)
- Brian Virtue – produzione e ingegneria (traccia 2), missaggio (tracce 2, 7)
- Jay Goin – assistenza tecnica (tracce 2, 7)
- Terry Date – produzione (tracce 3, 6, 8), ingegneria (traccia 3, 8), missaggio (traccia 3, 6, 8, 10, 11, 13), remissaggio (traccia 5)
- Sam Hofsted – assistenza tecnica (tracce 3, 5, 8, 11, 13)
- Joe Fraulob – registrazione e missaggio (traccia 4)
- Joe Johnston – missaggio (traccia 4), registrazione (traccia 13)
- J.R. Thomspn – registrazione e ingegneria (traccia 5)
- Ulrich Wild – assistenza ingegneria (traccia 8)
- Dave Aaron – registrazione, ingegneria e missaggio (traccia 9)
- DJ Crook – remissaggio (traccia 14)
- Tom Baker – remastering

## Classifiche
| Classifica (2005) | Posizione massima |
| ----------------- | ----------------- |
| Australia         | 30                |
| Austria           | 54                |
| Belgio (Vallonia) | 84                |
| Francia           | 59                |
| Germania          | 85                |
| Stati Uniti       | 43                |
| Svizzera          | 93                |